# Luis Planes

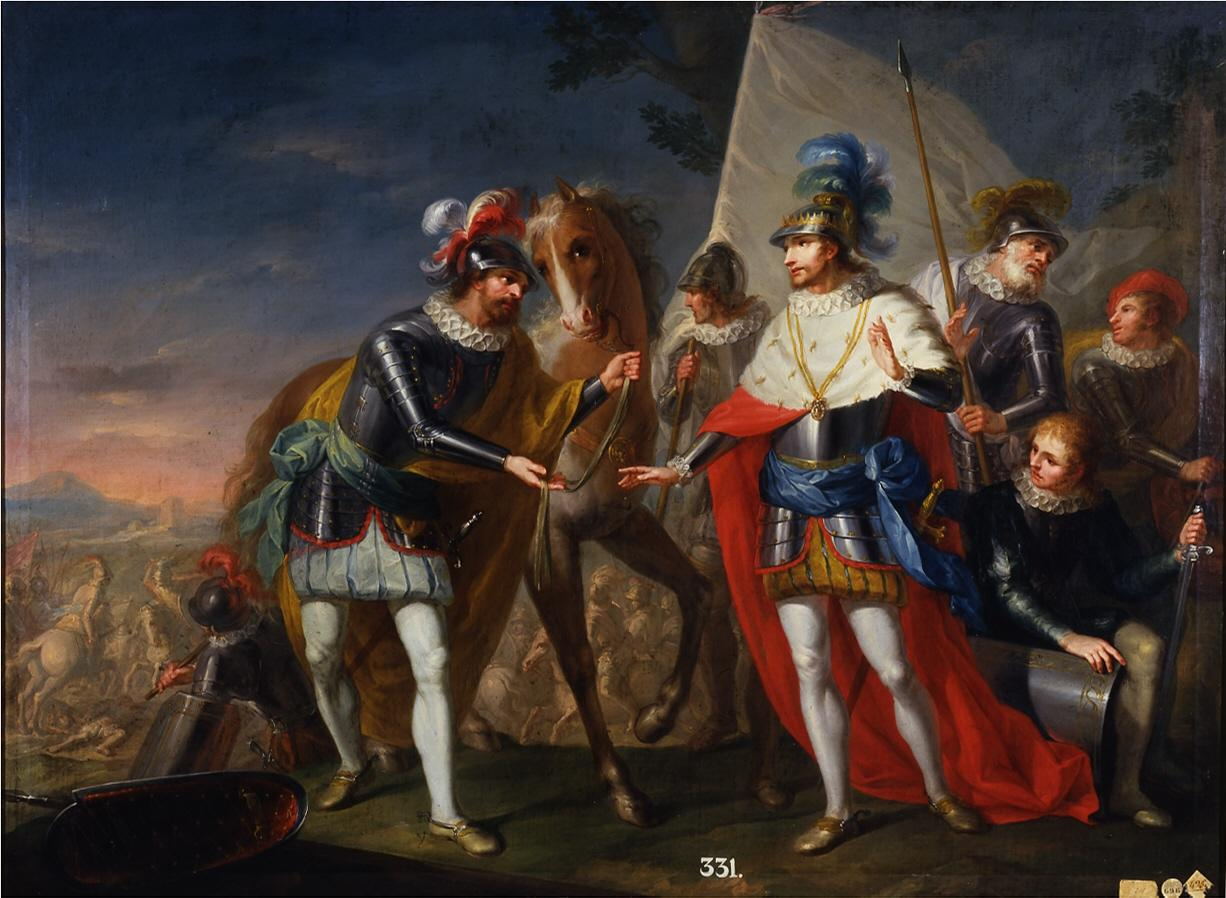
El señor de Hita y de Buitrago cede su caballo al rey Juan I en Aljubarrota, 1793, óleo sobre lienzo, 125 x 168 cm, Madrid, Real Academia de Bellas Artes de San Fernando.

Luis Planes y Domingo o Luis Planes menor (Valencia, 1772-1799) fue un pintor español de la Ilustración.

## Biografía
Miembro de una familia de artistas, fue hijo del también pintor Luis Antonio Planes (1742-1821), que fue director honorario de la Real Academia de San Carlos de Valencia y teniente director de pintura en la de San Fernando de Madrid, con ejercicio desde el 6 de noviembre de 1774, y de Clara Domingo, hija del primer director de escultura de la Academia de San Carlos, y nieto del grabador Tomás Planes.
Formado con su padre, a caballo entre Valencia y Madrid, ya en 1789 obtuvo en la Real Academia de San Carlos un premio en la categoría de segunda clase de pintura, por un dibujo de la aparición de san Pedro al Cid, inspirado en el San Bruno apareciéndose a Rogelio Guiscardo de Vicente Carducho para la serie de historias cartujas de El Paular. En 1793 concurrió al premio de pintura de primera clase de la Real Academia de Bellas Artes de San Fernando, para el que en la prueba «de pensado» hubo de presentar un lienzo con el tema: «Don Pero González de Mendoza, Señor de Fita y Buitrago, viendo al Rey Don Juan el I. en riesgo en la batalla de Aljubarrota, le cedió su propio caballo para que se librase, y él se entró a morir en la refriega». Para la prueba «de repente» el asunto propuesto por los académicos fue el de la embriaguez de Noé. Planes obtuvo el primer premio —medalla de oro de tres onzas- al recibir diez votos de los veinte vocales que formaron el jurado, por delante de José Sánchez y de Bartolomé Montalvo, que con tres votos quedó tercero. En la propia academia se conservan el óleo de la batalla de Aljubarrota, del que han llegado también dos estudios preparatorios (Museo de Bellas Artes de Valencia), y el dibujo de la embriaguez de Noé, a pluma y aguada, con un cuidadoso estudio de las luces, resueltos ambos con eficacia y sencillez.
Tras este premio prosiguió sus estudios en Madrid bajo la dirección de Francisco Bayeu y Mariano Salvador Maella. De regreso a Valencia pintó, según Marcos Antonio Orellana, algunos retratos, entre ellos el de Rafael Esteve, y fue admitido académico de San Carlos el 5 de noviembre de 1798. A los pocos meses, el 16 de febrero de 1799, falleció y fue enterrado en la iglesia de San Esteban.